# László Toroczkai
László Toroczkai (Szeged, 10 de marzo de 1978) es un político de extrema derecha y periodista húngaro, fundador del Movimiento Juvenil Sesenta y Cuatro Condados (HVIM) en 2001 y del movimiento Hunnia en 2007, redactor principal del periódico Presente Húngaro y su editor entre 2003 y 2013. En 2005 fue publicado su libro de inspiración autobiográfica, titulado "Miembro del HVIM en un camino cubierto de sangre". A principios de 2015 fue él quién planteó por primera vez la idea de la construcción de una valla en las fronteras del sur de Hungría para impedir la entrada masiva de los migrantes ilegales.

## Trayectoria profesional
Fue miembro del Partido Húngaro de la Justicia y la Vida (MIÉP) y diputado del mismo partido desde 1998. Entre 1998 y 2001 fue portavoz de la fracción parlamentaria del partido. En 1998 y 1999, como periodista, informó sobre la guerra desde Kosovo y Voivodina durante los bombardeos de la OTAN. En 2001 abandonó el MIÉP. Entre 2001 y 2013 fue uno de los líderes del Movimiento Juvenil Sesenta y Cuatro Condados (HVIM) integrado por jóvenes húngaros de la Cuenca de los Cárpatos. En 2013 dimitió cuando fue elegido alcalde del pueblo Ásotthalom.
El 18 de septiembre de 2006 encabezó la multitud que asedió y ocupó el edificio de la televisión estatal (Magyar Televízió). Entre 2006 y 2010 fue un personaje principal de las protestas contra el gobierno de izquierda y liberal de Ferenc Gyurcsány. Dichas protestas acabaron en enfrentamientos con la fuerza pública.
Por razones políticas tuvo un plazo de prohibición de entrar a Eslovaquia (2006-2011), a Rumanía durante tres meses en 2005, y a Serbia  (2004-2005 y 2008-2010). 
Desde 2010 es representante de la asamblea del condado de Csongrád. Aunque durante las elecciones de 2010 y 2014 encabezó la lista de Jobbik en el condado, no fue miembro del partido hasta 2016. 

### Alcalde de Ásotthalom
En 2013, como candidato independiente, fue elegido alcalde de Ásotthalom ganando con el 71,5 % de los votos.  En 2014 fue reelegido con el 100% de los votos.
En 2017, Toroczkai respaldó las políticas para prohibir la promoción de mensajes de derechos LGBT y prácticas religiosas islámicas en Ásotthalom, argumentando que la homosexualidad y el Islam son amenazas para las tradiciones húngaras.
Sin embargo, Toroczkai afirma que respeta todas las religiones históricas, incluido el Islam, y que lucha contra la inmigración masiva y el liberalismo extremo, no contra las religiones y tradiciones.

### Líder del partido
Después de las elecciones parlamentarias húngaras de 2018, Toroczkai fue un aspirante a la presidencia del Jobbik, pero perdió ante su oponente Tamás Sneider, recibiendo el 46,2 % de los votos. Más tarde, en junio de 2018, Toroczkai formó un nuevo partido denominado Movimiento Nuestra Patria junto con el exdiputado del Jobbik Dóra Dúró. Dijo que la plataforma tenía planes para volver a los objetivos originales perseguidos por el Jobbik, incluido detener la inmigración, detener la emigración de la juventud húngara a la parte occidental más rica de la Unión Europea, adoptar una línea dura con la minoría romaní de Hungría y apoyar a las minorías húngaras en estados vecinos.